# Normande
Vous lisez un « bon article » labellisé en 2014.
La Normande est une race bovine française originaire de Normandie. C'est une vache de grande taille, qui a une robe caractéristique, blanche (caille) avec plus ou moins de taches blondes ou bringées (marron foncé). Autre signe distinctif de ce bovin : ses « lunettes » (taches foncées autour des yeux).
C'est une race mixte, qui excelle tant dans la production laitière que dans la valorisation de sa viande. Son lait est particulièrement bien adapté à la transformation fromagère, du fait de ses forts taux protéiques, et de la nature des caséines qu'il contient. Il est également riche en taux butyreux pour la fabrication du beurre. Sa viande est reconnue pour sa saveur et son persillé. Grande mangeuse d’herbe, la Normande gagne les prairies dès la sortie de l’hiver, pour y pâturer l’essentiel de l’année.
Pour certains la Normande trouverait ses origines chez des bovins amenés dans la région par les Vikings. Même si cette hypothèse a peut-être une part de vérité, la Normande telle qu'on la connaît actuellement est proche d'autres races anglo-normandes, et est issue de la fusion de diverses races locales dont notamment la cotentine, de l'augeronne et de la Cauchoise. La race a été ensuite influencée par l'infusion de sang durham au XIXe siècle, et a vu ses conditions d'élevage et donc sa morphologie s'améliorer avec les progrès de l'agriculture. Le herd-book de la race est créé en 1883, et la sélection de la race s'organise petit à petit. Le herd-book devient UPRa Normande (Unité Nationale de Sélection et de Promotion de la race Bovine Normande) en 1976, puis Organisme de Sélection depuis 2008.
La Normande est aujourd'hui la troisième race laitière française sur le plan des effectifs. Elle est en outre un animal emblématique de la Normandie. Elle étend toutefois son influence dans les régions avoisinantes depuis déjà longtemps, et est présente un peu partout dans le monde.

## Historique

### Origine
La race Normande est issue principalement de la fusion de trois races locales au cours du XVIIIe siècle :

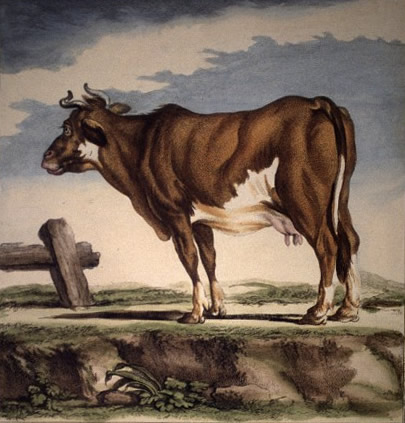
La vache du Cotentin par Jacques de Sève, illustrateur.

- La cotentine, race à laquelle on prête souvent une origine germanique et qui pourrait selon certains avoir été importée par les Vikings[3]. Les archives antérieures à 1850 montrent que deux types de vaches cotentines coexistaient en Normandie[3]. La « grande race » se distinguait par des proportions étonnantes. En effet les descriptions de l'époque indiquent que les bœufs mesuraient 1,90 à 2,12 m de haut pour 3 m de long et un poids compris entre 1 300 et 2 000 kg[4]. Ces dimensions qui laissent aujourd'hui perplexes ont été validés par les « Inspecteurs de l'Agriculture » de l'époque. Toutefois, ces animaux étaient très mal conformés et peu précoces. Leur robe était rouge bringée. La « petite race » présentait des mensurations plus raisonnables : 1,50 à 1,60 m de haut pour 1,80 m de long et un poids moyen de 360 kg pour les bœufs[4], et 1,48 m de haut pour 1,75 m de long et un poids moyen de 240 kg pour les vaches[4]. Également bringée, cette race très présente dans la Manche était une bonne laitière[4]. Plusieurs sources semblent confirmer que la cotentine formait une population de bovins à la robe bringée et à la conformation et la taille supérieure aux autres races de la région. Elle avait de bonnes aptitudes laitières et s'engraissait rapidement mais était peu précoce, exigeante en nourriture et peu douée pour le travail[5] ;
- L'augeronne, est une vache de couleur blanc truitée, plus petite que la cotentine, plus fine et plus apte à l'engraissement. Elle est issue de croisements des bovins locaux avec des animaux « hollandais »[6], introduits dans le pays d'Auge dans les années 1720 et depuis régulièrement croisés avec les vaches du Cotentin[7] ;
- La cauchoise, une vache pie rouge avec une tête toute blanche ou majoritairement blanche. Cette vache d'origine flamande[8] haute en taille et peu musclée, n'était pas réputée pour ses qualités laitières[4].

D'autres races locales ont certainement plus ou moins contribué à la création de la Normande. Certaines sources recensent notamment la race du Bocage dans la région de Coutances, une petite vache au poids compris entre 175 et 300 kg, de couleur bringée ou caille, rustique et apte au travail, la race du pays d’Avranches, rustique et travailleuse mais médiocre laitière et mal conformée, la race à basse corne de la région de la Hague, la mayennaise, la Sarlabot (sans cornes par croisement d'introgression avec des animaux britanniques) et les animaux de Bessin, de petite taille. Toutes ces races ont progressivement disparu, victimes des croisements avec la cotentine et la durham, et peu à peu assimilées aux autres races.

### Structuration de la race
Au début du XIXe siècle, l'apport de sang durham, ancien nom de la shorthorn, a été effectué, afin d'améliorer la précocité, la conformation bouchère, la finesse de la viande et l'aptitude à l'engraissement. Ces croisements étaient encouragés par le gouvernement pour améliorer la production de viande des races françaises, en s'appuyant sur cette race anglaise très bien conformée et spécialisée dans la production de viande. D'abord timides, les apports d'animaux Durham deviennent petit à petit très importants, et des vacheries comme celle du Pin, dans l'Orne, permettent d'accueillir les taureaux anglais qui sont diffusés dans les élevages. Ces croisements ne font toutefois pas l'unanimité, et de nombreux éleveurs reprochent la moindre production laitière et la moindre aptitude au travail des animaux croisés. Ils sont finalement abandonnés au milieu du XIXe siècle, les éleveurs jugeant que les races locales comme la cotentine n'avaient nul besoin d'être améliorées par du sang durham, qui avait un effet très négatif sur sa production laitière, mais nécessitaient plutôt une sélection drastique. Ce court épisode de croisements n'a duré qu'une vingtaine d'années, mais il a permis aux éleveurs d'appréhender ce qu'était une race améliorée comme la Durham, et de préparer les améliorations de la sélection, mais aussi des techniques d'élevage et d'alimentation, nécessaires pour voir progresser les performances de leurs animaux.
Ainsi, la seconde moitié du XIXe siècle est marquée par les importants progrès réalisés par l'agriculture, au niveau de la reproduction des animaux qui est de plus en plus raisonnée, des techniques d'élevage et de l'alimentation animale, mieux réfléchie et bénéficiant de l'importante amélioration des rendements des prairies via l'utilisation d'engrais et d'amendements, de nouvelles espèces fourragères et de nouveaux outils pour les récolter en quantité. Par ailleurs, l'agriculture se structure fortement à cette époque, avec la création des écoles d'agriculture, des comices, des sociétés d'Agriculture et de diverses organisations locales, dans lesquelles l'élite de l'époque a une place importante. Ainsi, dans les années 1830 est créée à Bayeux à l'initiative d'Arcisse de Caumont l'Association Normande, sorte d'académie locale regroupant toutes les compétences de l'époque (industrie, commerce, agriculture…). Celle-ci s'intéresse de près à l'élevage à partir de 1840, et organise dès lors un concours agricole annuel, couplé au grand congrès de l'association. Cet évènement auquel peuvent participer tous les animaux de Normandie est l'occasion de récompenser les meilleurs éleveurs et leurs bêtes, mais également pour l'association d'évaluer la qualité du cheptel local et observer son évolution au fil des ans. C'est au cours d'un congrès de cette Association Normande en 1847 que le comte Hervé de Kergorlay exprime son souhait de voir le concours s'intéresser également à la production laitière des vaches et aux capacités des taureaux à engendrer des femelles à forte production laitière, et la nécessité de raisonner les accouplements et les enregistrer pour obtenir des races bien fixées. Il exprimait ainsi les grandes lignes de ce qui deviendra le contrôle laitier et le herd-book normand.
Il faut tout de même attendre 1883 pour voir apparaître le herd-book de la race bovine Normande, à l'initiative de diverses associations agricoles locales et du gouvernement. La commission qui le crée est chargée dans un premier temps de fixer les conditions d'inscription des animaux. Dans un premier temps on inscrit les mâles âgés de plus de 12 mois et les femelles de plus de deux ans, à condition qu'ils présentent une morphologie adéquate et une ascendance de race pure. Les inscriptions sont gratuites et les demandes nombreuses durant les deux premières années, puis le herd-book est fermé, n'acceptant plus que des animaux issus de ceux déjà inscrits, même si les exceptions demeurent courantes. Cette sélection qui s'organise obtient rapidement de bons résultats, et la race Normande, qui se démarque par sa bonne conformation bouchère et ses excellentes aptitudes laitières et beurrières, se développe rapidement au début du XXe siècle. Le contrôle laitier se développe en Haute-Normandie, et certaines zones se démarquent par la qualité de leur sélection comme la Manche (Val de Saire, Cotentin), le Calvados (Bessin), l'Orne et la Seine inférieure (Pays de Caux, Pays de Bray). La race gagne également les régions voisines, et même l'étranger, et semble promise à un bel avenir.

### Réorganisation durant l'entre deux guerres
Le herd-book normand est réorganisé après la Première Guerre mondiale. Il devient une association loi de 1901 qui regroupe outre les éleveurs tous les acteurs intéressés par l'amélioration de la race Normande : les syndicats des contrôles laitiers, les syndicats d'élevage, les mutuelles bétail, les sociétés d'agriculture, les syndicats agricoles, les comices y sont ainsi représentés. Il a pour objectifs principaux de tenir le livre généalogique de la race Normande et garantir le maintien de la pureté de cette race, l'amélioration de ses aptitudes à produire du lait, du beurre et de la viande, et la diffusion des reproducteurs de la race partout en France et à l'étranger. Dans les années 1920 la tenue du livre généalogique était la principale préoccupation du herd-book, et de très nombreuses inscriptions ont été réalisées à cette époque. L'inscription de nouveaux animaux étant possible, et les nouvelles conditions d'entrée au herd-book étant peu restrictives, pas moins de 41 902 animaux sont inscrits à titre initial entre 1924 à 1938, en plus des 91 447 animaux qui y entrent au titre de leur ascendance. Cette politique d'ouverture du livre à de nombreux animaux était critiquée, certains l'accusant de s'intéresser surtout à l'intérêt financier immédiat de ces inscriptions qui étaient payantes plutôt qu'à l'amélioration de la race. Par ailleurs les taureaux inscrits à cette époque l'étaient uniquement sur leur aspect extérieur et leur conformation, et très peu furent à l'origine de bonnes souches de vaches. On reprochait également le peu d'effort fait par l'association pour diffuser la race, son action se limitant à l'époque à délivrer quelques certificats d'exportation (900 taureaux ont été exportés, principalement vers l'Amérique du Sud, entre 1920 et 1939). De plus, le contrôle laitier n'est pratiqué que par un petit noyau d'éleveurs et mal utilisé dans la sélection, et les progrès dans la production laitière à l'époque sont plus le fruit de l'alimentation qui s'améliore que de l'amélioration génétique.
En 1929 est créé un livre d'élite, qui rassemble les animaux aux aptitudes bouchères et laitières au-dessus du lot : chaque animal du livre généalogique se voit attribuer une note sur 100 suivant des critères tels que la conformation, les aptitudes laitières et beurrières et la pureté de la race (robe et morphologie correspondant parfaitement aux standards), et seuls les animaux qui obtiennent une note supérieure à 80 rejoignent le livre d'élite, soit 24 taureaux et 1 179 vaches entre 1929 et 1938. Le herd-book normand rejoint le registre des livres généalogiques des grandes races françaises en 1938. Il est alors dans une très bonne situation financière, et compte un grand nombre d'animaux, mais derrière cette apparente bonne santé se cache une sélection peu efficace et une race qui s'est peu développée au-delà de sa région d'origine, contrairement à d'autres races concurrentes.

### La reconstruction d'après-guerre et le développement de la race
La Seconde Guerre mondiale a porté de grands préjudices à la race Normande. Dans cette région qui s'est retrouvée au cœur du conflit à la suite du débarquement de Normandie, de nombreux bâtiments agricoles ont été détruits, des milliers d'hectares de cultures et de prairies ont été anéantis, et au total près d'un tiers du cheptel normand, y compris plusieurs élevages sélectionneurs, a disparu entre 1939 et 1945. Par ailleurs, le siège du herd-book normand, situé à Caen, a brûlé avec les archives qu'il contenait. Il faut donc pour le herd-book se réorganiser, et faire un premier travail laborieux de recensement des élevages et des animaux encore présents.

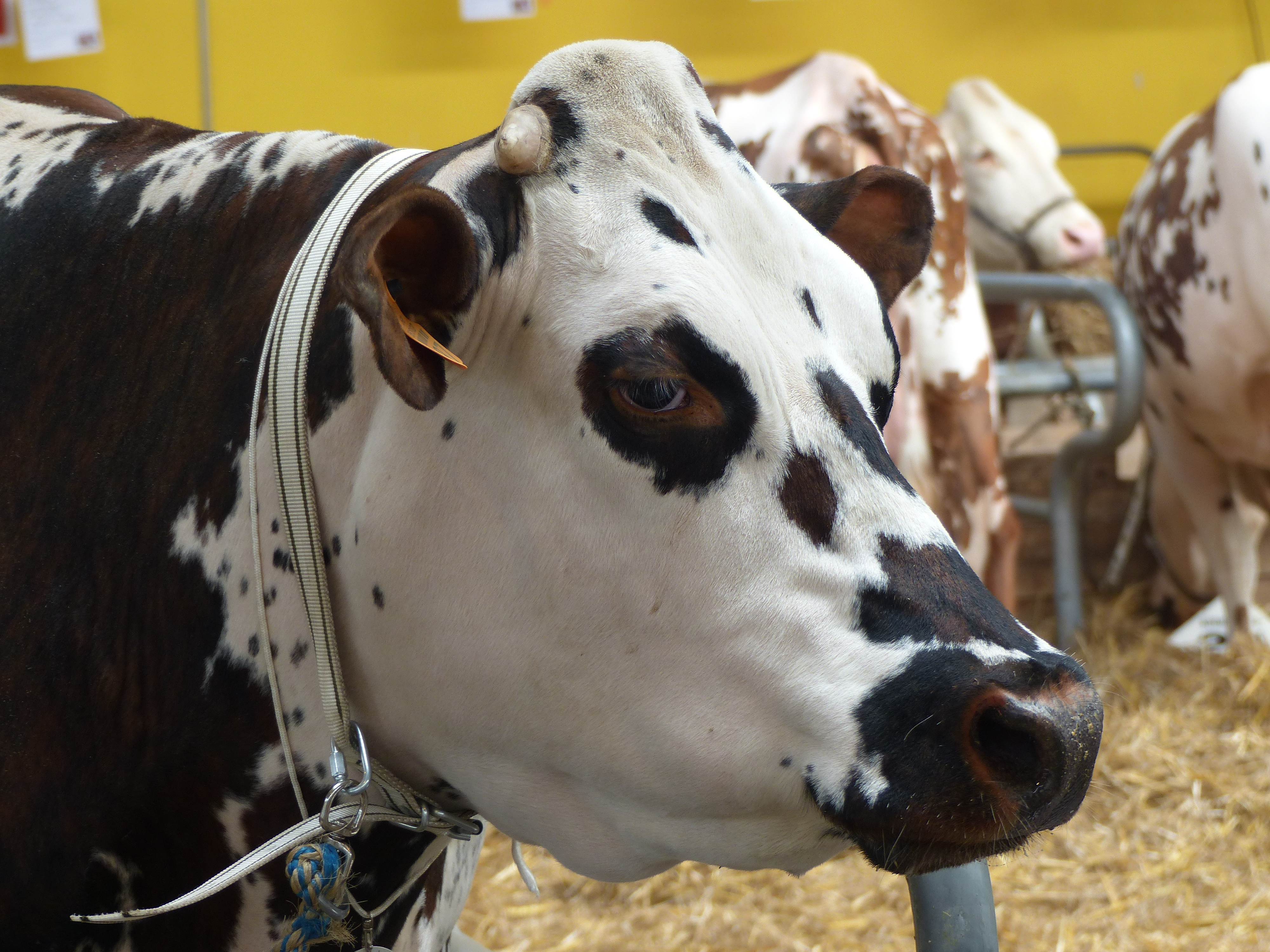
Tête d'une vache Normande.

En 1946, le herd-book normand est réformé en profondeur par ses membres. Les principaux changements sont la fermeture du livre généalogique pour les mâles, qui ne sont plus admis dans ce livre que par ascendance, et l'obligation de se soumettre au contrôle laitier pour tous les éleveurs inscrits au herd-book à partir de 1948. Cette dernière décision va permettre de grandes améliorations dans la sélection de la race, en faisant prendre en compte aux éleveurs l'importance de cette sélection pour améliorer la performance de leurs animaux, et en la rendant plus efficace grâce à la connaissance précise des aptitudes laitières et beurrières des animaux, qui permet de trier plus précisément les meilleurs et donc les plus intéressants à garder comme reproducteurs. Le livre d'élite de la race est réorganisé à la même époque. La fermeture du livre généalogique pour les taureaux visait surtout à éviter les inscriptions de taureaux uniquement sur leur conformation, ce qui était fréquent durant l'entre-deux-guerres, alors que ces animaux n'avaient souvent aucun intérêt pour l'amélioration génétique de la race car piètres reproducteurs et engendrant des filles à la production laitière médiocre. À la suite des demandes pressantes des éleveurs de la Manche qui étaient les plus impactés par l'arrêt des inscriptions initiales mâles, un livre B est créé pour ces animaux en 1952, mais le suivi des animaux qui y sont inscrits n'est pas suffisant pour leur permettre de rejoindre un jour le livre principal.
La sélection s'organise dès lors de manière plus efficace. À partir de 1952 la race se dote d'une station de testage des taureaux, consistant à mesurer les performances de taureaux à fort potentiel et celui de leurs filles, afin de connaître leurs aptitudes réelles à améliorer la race. Le développement de l'insémination artificielle, dont le premier centre est créé dans le Perche, non loin du berceau de la race, permet également d'accélérer le progrès génétique. Comme en plus la race est dotée d'un bon potentiel de départ, elle obtient un grand succès à cette époque. Ainsi, lorsque des concours laitiers inter-races sont créés en 1952, la Normande se montre à son avantage à tel point qu'après quelques années de domination sans partage de la race les concours sont stoppés en 1957. Les éleveurs d'autres régions s'intéressent à la Normande qui se développe dans une grande partie de la France, comme en Bretagne, en Vendée, en Dordogne, en Charente, dans la Loire, ou dans la Gironde, l'insémination artificielle rendant plus facile cette expatriation. Ainsi, en 1960 on compte en France plus de 4,5 millions de bovins normands, soit près d'un quart du cheptel du pays.

### La Normande depuis les années 1970

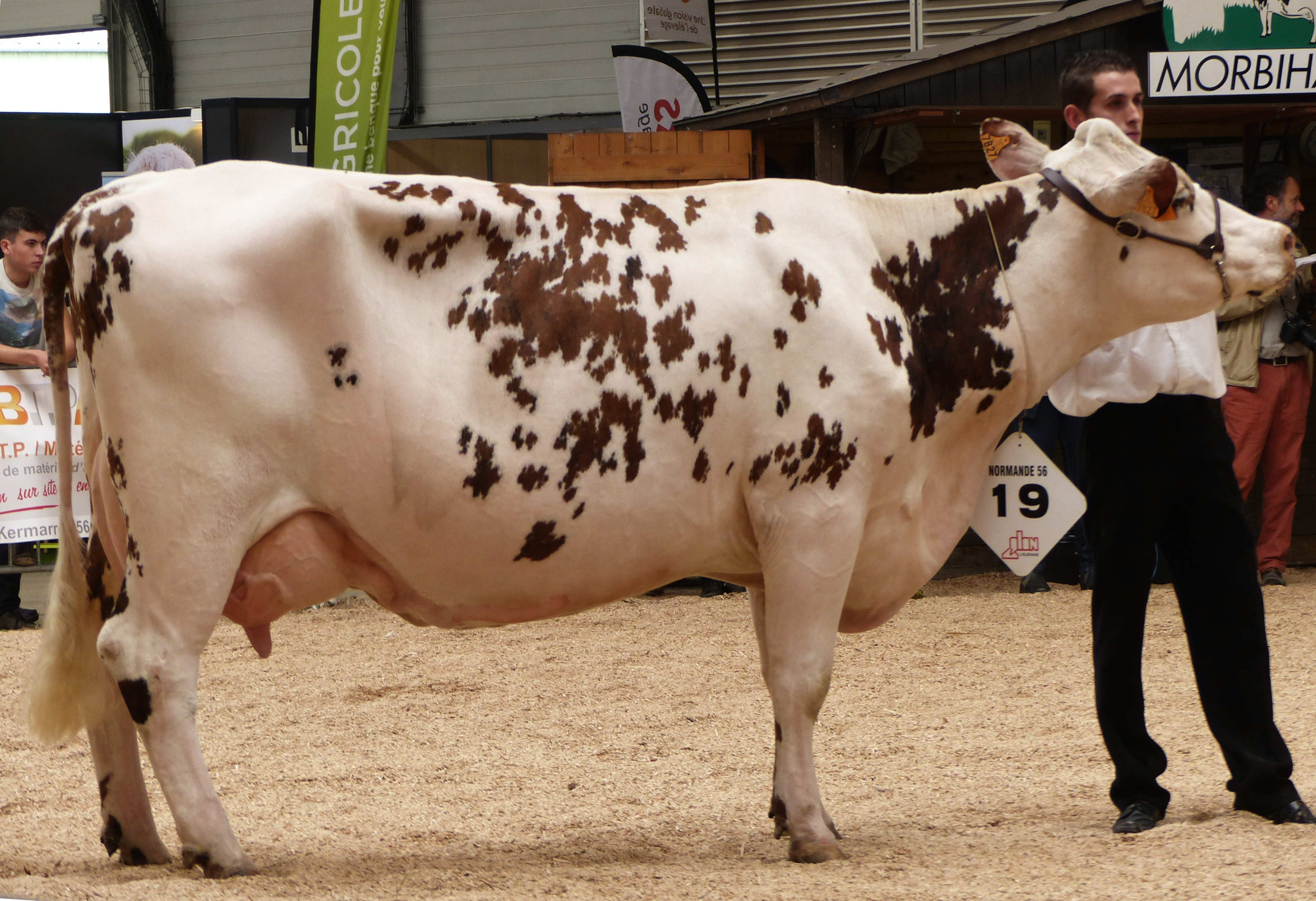
Normande sacrée championne lors d'un concours régional à Pontivy

À partir des années 1970, la Normande est fortement concurrencée par une race en rapide développement : la frisonne pie noire qui deviendra la Prim'Holstein . Cette dernière fait l’objet d'une sélection intense, en particulier dans les pays anglo-saxons, et sa production laitière progresse très rapidement pour supplanter celle des autres races. Dans le contexte productiviste de l’époque, elle est donc préférée à la Normande dans beaucoup d’exploitations. Par ailleurs beaucoup d'exploitations possédant des Normandes étaient des exploitations de petite taille, et nombre d’entre elles ont disparu dans la seconde moitié du XXe siècle. Finalement, alors que le cheptel normand comptait 4 millions de têtes en 1930, il n'en compte plus que la moitié en 2009. De même le nombre d’inséminations artificielles en Normande décroit : de 670 000 en 1989 à 473 000 en 2000 et 370 000 en 2011.
Le cheptel français de race Normande, avec environ 2 millions de têtes en 2009 dont 600 000 vaches en lactation, est à la troisième place sur le plan des effectifs dans l'élevage bovin français derrière la Prim’Holstein et la Montbéliarde. Son cheptel est principalement concentré en Basse-Normandie, mais aussi dans les Pays de la Loire, en Bretagne et en Haute-Normandie. Elle est exportée depuis la fin du XIXe siècle et depuis longtemps présente dans de nombreux pays étrangers en particulier en Amérique du Sud (Uruguay, Paraguay, Venezuela, Colombie…), à Madagascar et en Europe (Grande-Bretagne, Irlande, Belgique).

## Description

### Standard et morphologie
Elle est d'un format équilibré, le corps est long et profond, avec de bonnes largeurs de poitrine et de bassin. Les mâles mesurent en moyenne 1,50 m au garrot pour 1 100 kg et les femelles mesurent 1,42 m au garrot pour en moyenne 800 kg,.
C'est une vache à robe tricolore. La répartition des couleurs, toujours en taches irrégulières, est très variable et on trouve trois types de robe : la robe « caille », blanche avec de petites taches colorées éparses, la robe « blonde », caractérisée par une grande tache rouge, qui ne recouvre pas le ventre, et la robe « bringée », avec une grande tache marron foncé recouvrant la plupart du corps, le ventre demeurant là encore blanc. Toutes les nuances existent entre ces trois types de robe. La tête est blanche avec le tour des yeux et du mufle colorés.
Elle se caractérise également par une tête expressive et à profil concave, un mufle court et un front large. Les muqueuses sont foncées. Elle porte des cornes fines, blanches ou jaunes, à section arrondie et recourbées en avant.

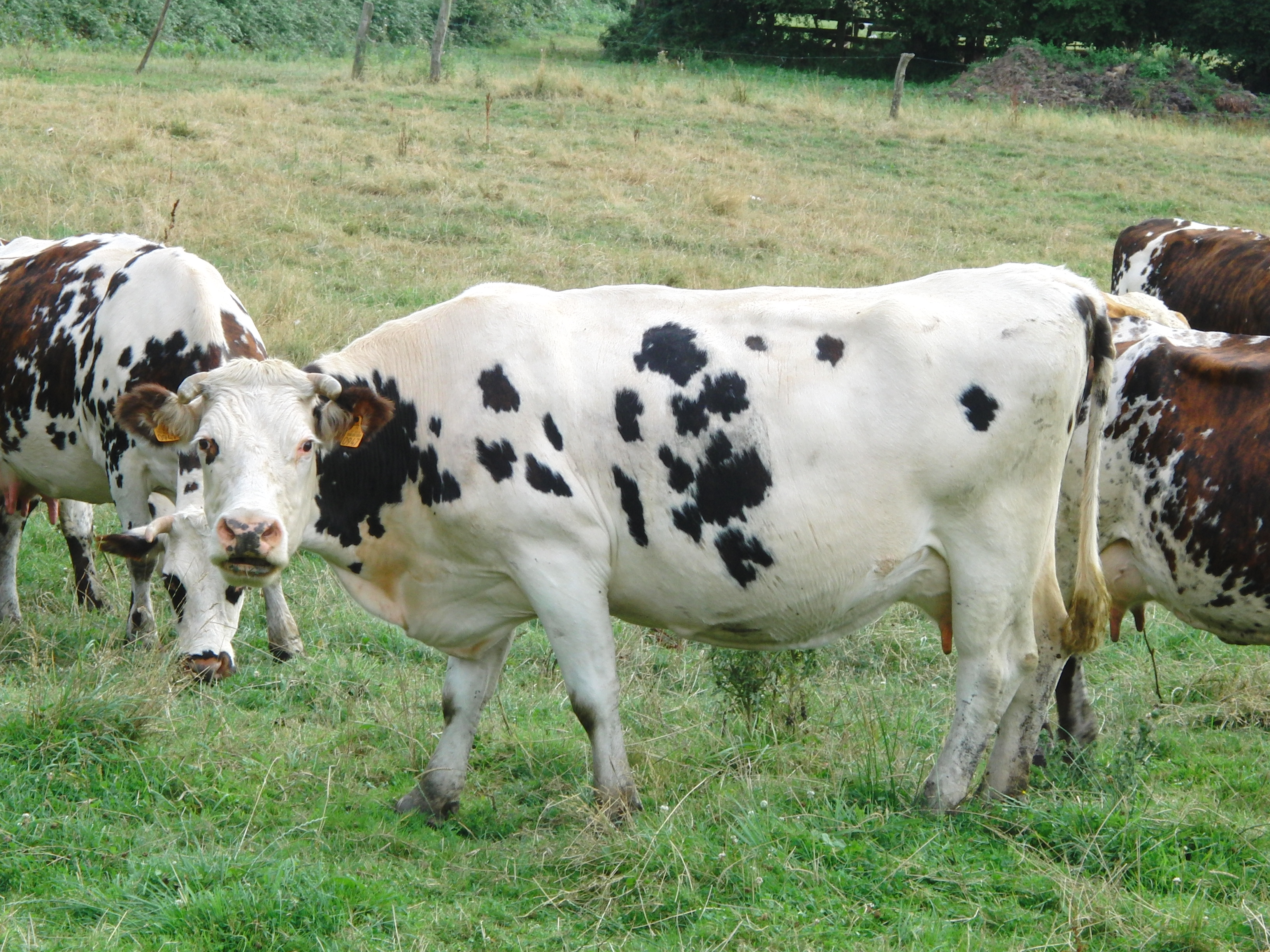
Robe caille
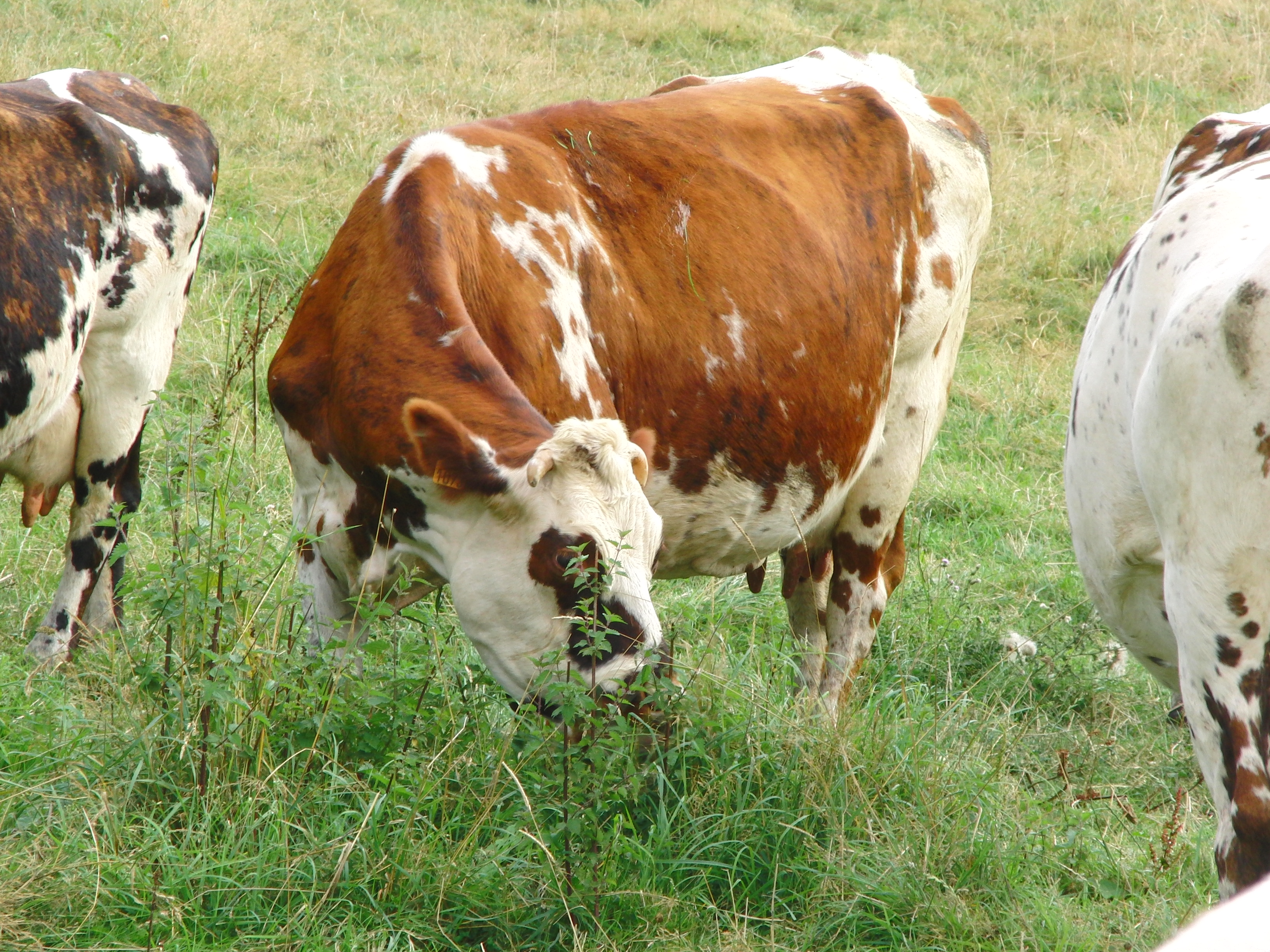
Robe blonde
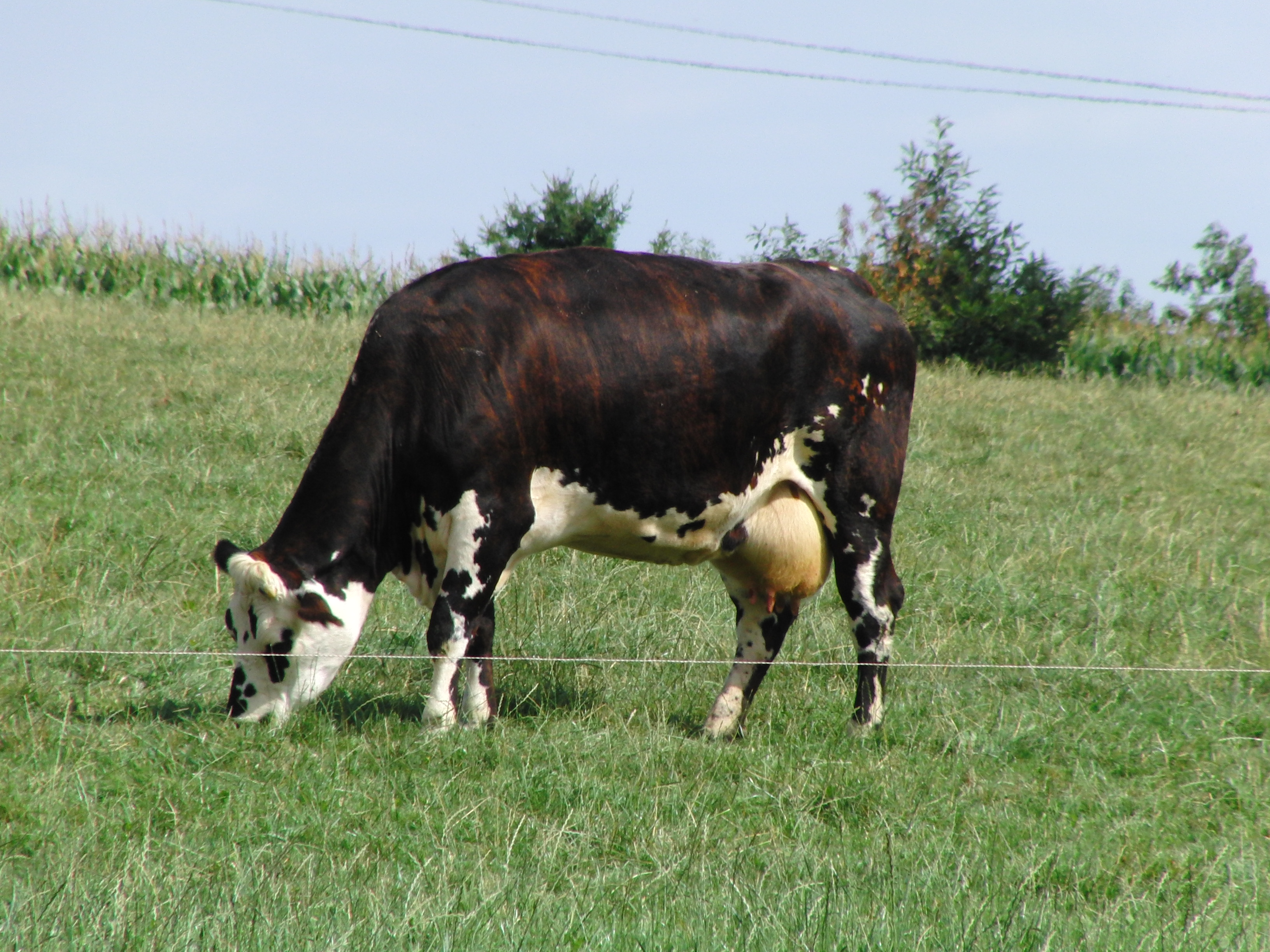
Robe bringée
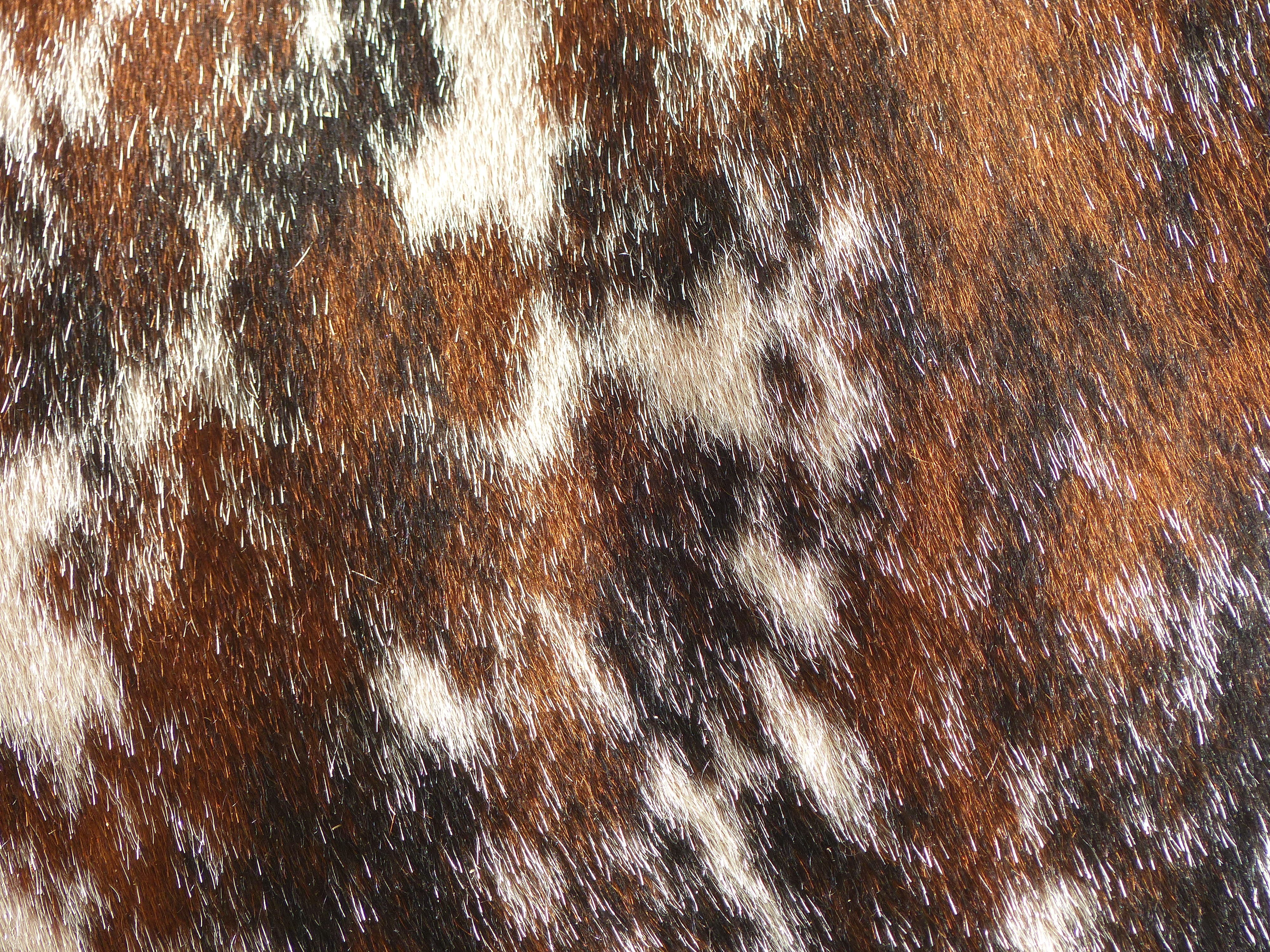
Détail robe bringée

## Aptitudes
La Normande est considérée comme une race mixte, dotée d'une bonne production laitière, notamment en matière de qualité, et d'aptitudes bouchères intéressantes.

### Qualités laitières
C'est  une race qui a d'excellentes aptitudes laitières, avec une moyenne de 7 300 kg de lait par an par vache adulte inscrite au contrôle laitier. La qualité de lait produit est très bonne. Son lait est riche en matières grasses (taux butyreux à 42,8 grammes par litre) et en protéines (taux protéique de 34,3 grammes par litre), et la Normande fait d'ailleurs partie des races chez qui ce taux est le plus élevé. Cette richesse du lait est un atout pour les éleveurs car leur rémunération en tient compte, le lait de race Normande étant payé en moyenne 30€ les 1000 litres au-dessus du prix de base.
Ce lait est apprécié pour la fabrication de fromage du fait de la plus grande fréquence de la présence d'un variant B de la kappa caséine par rapport aux autres races.
De plus, le lait de race Normande dispose d'une richesse en variant A2/A2, protéine reconnue pour améliorer la digestibilité du lait pour les consommateurs.

### Qualités bouchères
La Normande fournit également des carcasses lourdes avec un bon rendement en viande. Sa viande est très appréciée pour sa saveur et son persillé, qui lui ont permis d'être jugée meilleure viande par un jury du Gault et Millau en 1992.
Ses qualités bouchères ont permis la mise en place de filières de valorisation de la viande, telles que la Filière Qualité Race Normande pour valoriser au mieux cette viande. Tout cela permet aux éleveurs de bien valoriser leurs animaux destinés à la viande, contrairement aux éleveurs d'autres races laitières. Ils produisent des vaches de réforme mais également des veaux de boucherie ou des taurillons et des bœufs.
| Type d'animal | Poids de carcasse (kg) | Classement EUROP | Rendement viande | Âge à l'abattage |
| ------------- | ---------------------- | ---------------- | ---------------- | ---------------- |
| Taurillon     | 370                    | O= à R=          | 55%              | 15 mois          |
| Vache         | 380                    | O- à O+          | 53%              | 6,4 ans          |
| Bœuf          | 400                    | O= à R-          | 55%              | 28 à 36 mois     |

### Qualités d'élevage

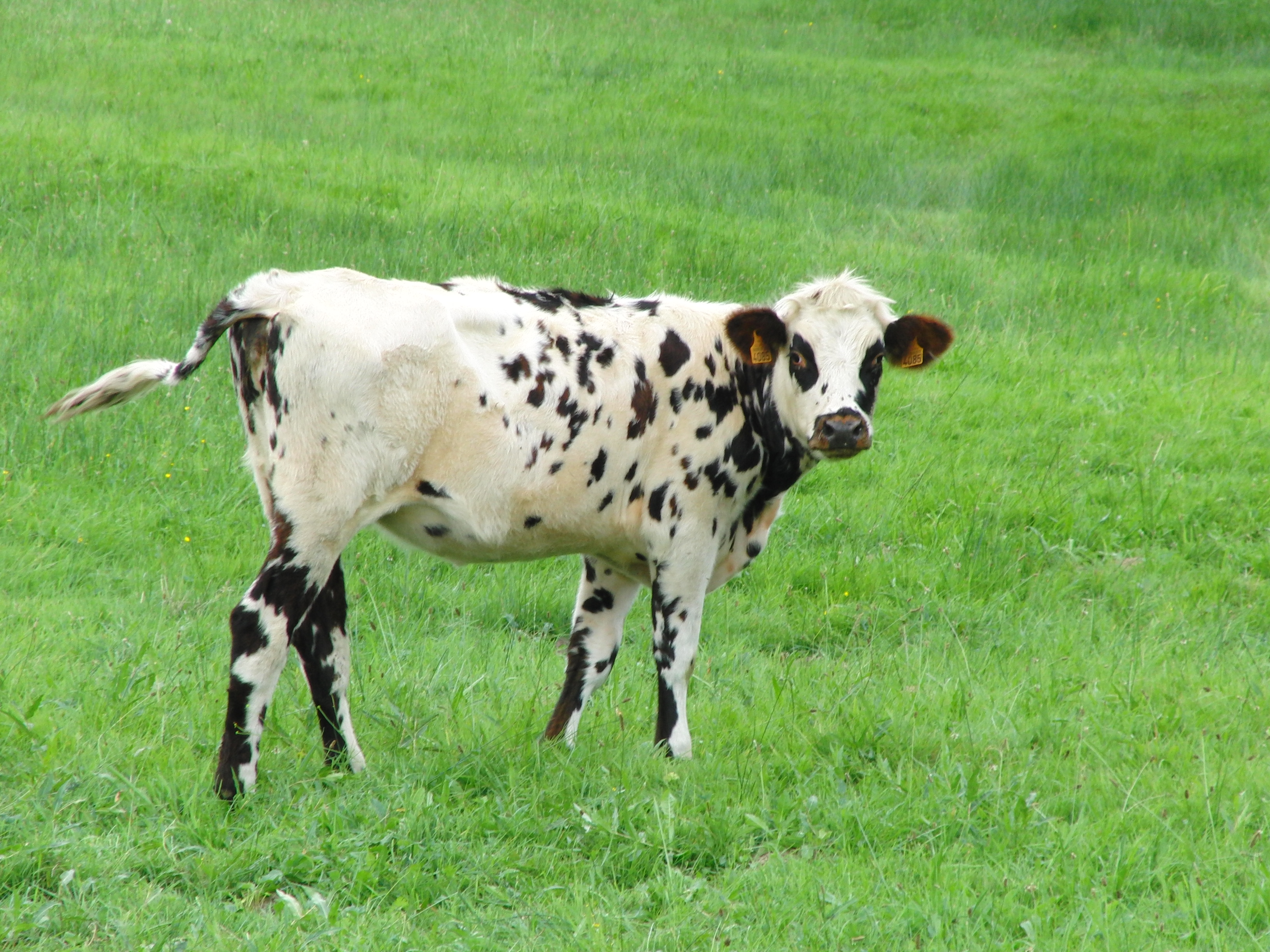
Veau de race Normande.

Ces vaches sont appréciées des éleveurs pour leurs qualités d'élevage. Ainsi, elles sont très fertiles, avec un taux de réussite en première insémination artificielle de 53 %, taux identique à celui de la montbéliarde, mais supérieur à celui de la prim'Holstein qui n'est que de 45 %. La facilité de vêlage de cette vache est excellente, avec 91 % de vêlages faciles. La Normande est également dotée d'une bonne longévité et d'une grande docilité. Elle montre également une bonne rusticité et des qualités d'adaptation, tant sur le système d'élevage que sur le climat. Elle a réussi à s'adapter aux conditions d'altitude et aux pentes abruptes de la Colombie et de l'Équateur.

## Sélection

### Premiers pas de la sélection
La sélection de la race Normande commence à la fin du XIXe siècle. Les éleveurs normands pratiquent des accouplements raisonnés et sont plus précis dans le choix des animaux qu'ils conservent pour la reproduction, ce qui permet des progrès importants au sein de leur cheptel. Toutefois, au début du XXe siècle, la sélection en race Normande est moins efficace que celle pratiquée par d'autres races à la même époque. En effet, le herd-book est ouvert à un grand nombre d'animaux, et les taureaux inscrits en nombre uniquement sur des critères de conformation se révèlent souvent médiocres comme reproducteurs pour engendrer des vaches à bonne production laitière. Par ailleurs le contrôle laitier reste peu développé, et il est difficile d'apprécier précisément la valeur génétique des animaux. À cette époque ce sont plus les progrès de l'alimentation que la sélection qui permettent l'amélioration des performances.
La sélection est véritablement lancée après la seconde guerre mondiale, avec la réforme du herd-book : le contrôle laitier devient obligatoire et le livre généalogique est fermé aux taureaux. Par ailleurs, à compter de 1951, le concours de Paris met en place une nouvelle méthode de classement des animaux via une note de synthèse qui additionne une note laitière et une note de conformation donnée par les juges, ce qui modifie fortement les résultats. Cette note, qui est améliorée par des coefficients, incitent les éleveurs à plus travailler sur les critères de production et moins sur la conformation seule. Ces dispositions permettent une amélioration génétique de la production laitière et de l'aptitude beurrière des animaux. Ainsi, la production beurrière des vaches inscrites au herd-book normand passe de 190 kg en 1950 à 300 kg en 1960. Alors qu'elle avait été laissé complètement de côté, jugée mineure par rapport à la production de lait et de beurre, la production de viande redevient un critère de sélection à partir de 1955, quand certaines races spécialisées comme la charolaise commencent à supplanter les autres dans ce domaine dans les boucheries. Pour que la race ne se laisse pas trop dépasser au niveau des aptitudes bouchères, les grilles de pointage sont réadaptées et le herd-book mène des expérimentations avec l'INRA sur les vaches de réforme ?Normandes.
Ces progrès génétiques sont accélérés par le développement de l'insémination artificielle et par le testage des taureaux. L’insémination artificielle, qui apparait en 1946 et dont la première expérience réussie s’est faite sur une vache Normande, se développe fortement dans la décennie suivante. Ainsi, en 1960, environ 1 250 000 vaches sont inséminées par 240 taureaux normands. Les taureaux de très bonne valeur génétique peuvent alors être diffusés à très grande échelle et l'amélioration génétique des animaux est rapide. Deux grandes coopératives se partagent alors l'insémination artificielle au sein de la race : l'UCARBN (Union des Coopératives d’Amélioration de la Race Normande) et la Coopérative des Éleveur-Sélectionneurs Val-de-Saire et du Nord de la Manche. L'élevage des taureaux reproducteurs connait par contre une crise liée au développement de l'insémination. Le testage des taureaux est lui pratiqué depuis 1952, quand les coopératives d’insémination, le herd-book et le contrôle laitier décident de créer conjointement la Société de Testage des jeunes taureaux de race Normande. Le testage consiste à prélever la semence d’un certain nombre de jeunes taureaux susceptibles d’être diffusés à grande échelle via l’insémination artificielle et dont on veut donc connaître la valeur avec précision. Les veaux issus des inséminations de testage avec ces taureaux sont suivis, et on mesure leur conformation et leurs performances, notamment la production laitière des femelles. À partir de là on peut calculer un index donnant une valeur assez fiable du taureau. Les débuts du testage sont timides, et ce ne que vers 1960, alors que la Société de testage disparait et que celui-ci est géré par un organisme national, qu’il prend réellement son essor. La possibilité pour les centres d’insémination de pouvoir acheter les taureaux alors qu’ils restaient au départ la propriété de l’éleveur a certainement contribué à ce développement.

### Programme de sélection actuel

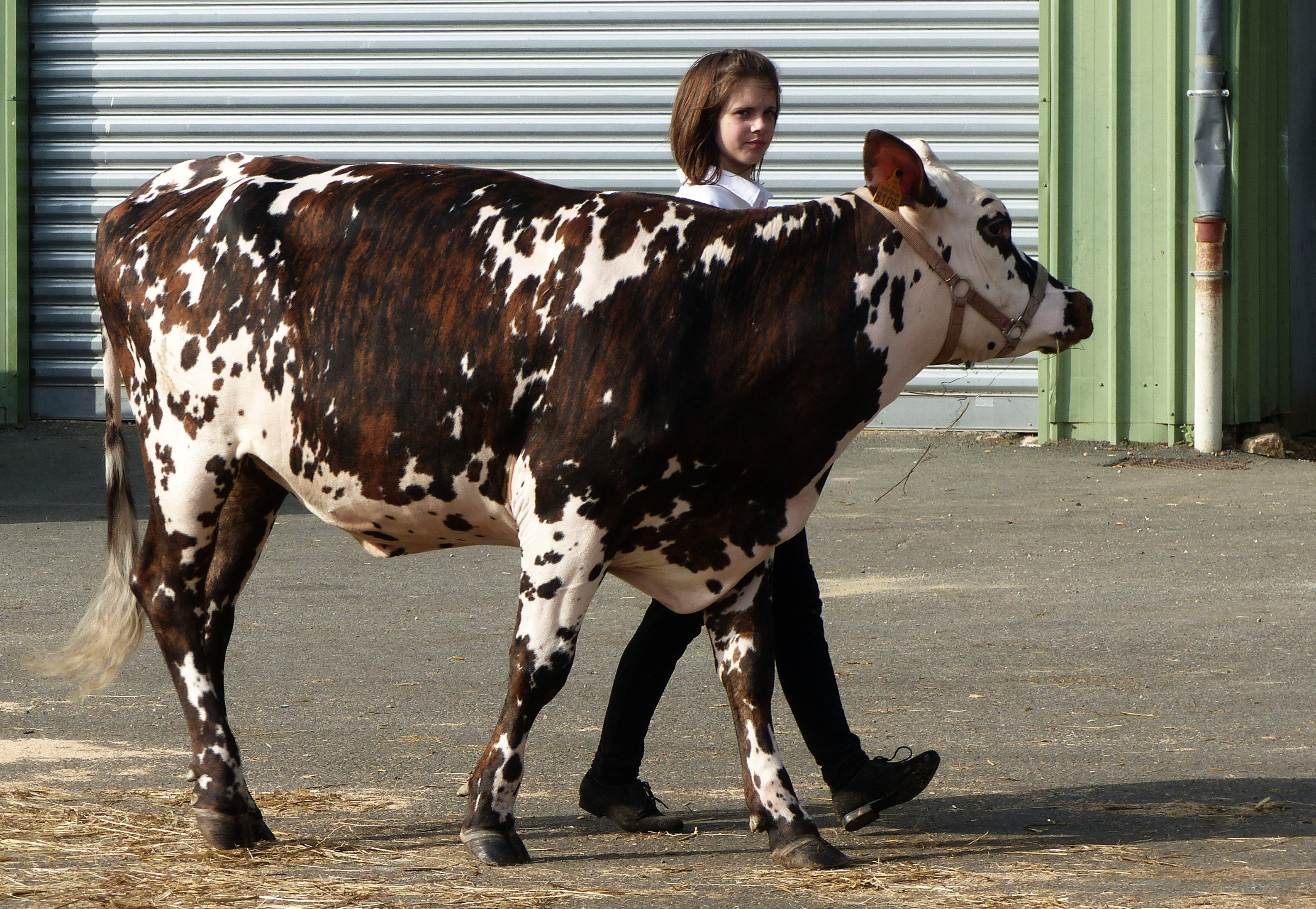
Normande au concours agricole de Pontivy 2017.

L'Organisme de Sélection en race Normande est chargée de l'étude de la race sous tous ses aspects en vue notamment d'en déterminer le modèle, d'en préciser l'orientation et d'en définir le programme de sélection, en s’appuyant sur une base de 6000 élevages participant au programme.
Ce programme de sélection est construit par tous les acteurs de la filière : les éleveurs, les entreprises de sélection, les opérateurs de collecte de données, les opérateurs des filières lait et viande afin d’adapter la race aux enjeux actuels et à venir.

## Diffusion

### En France

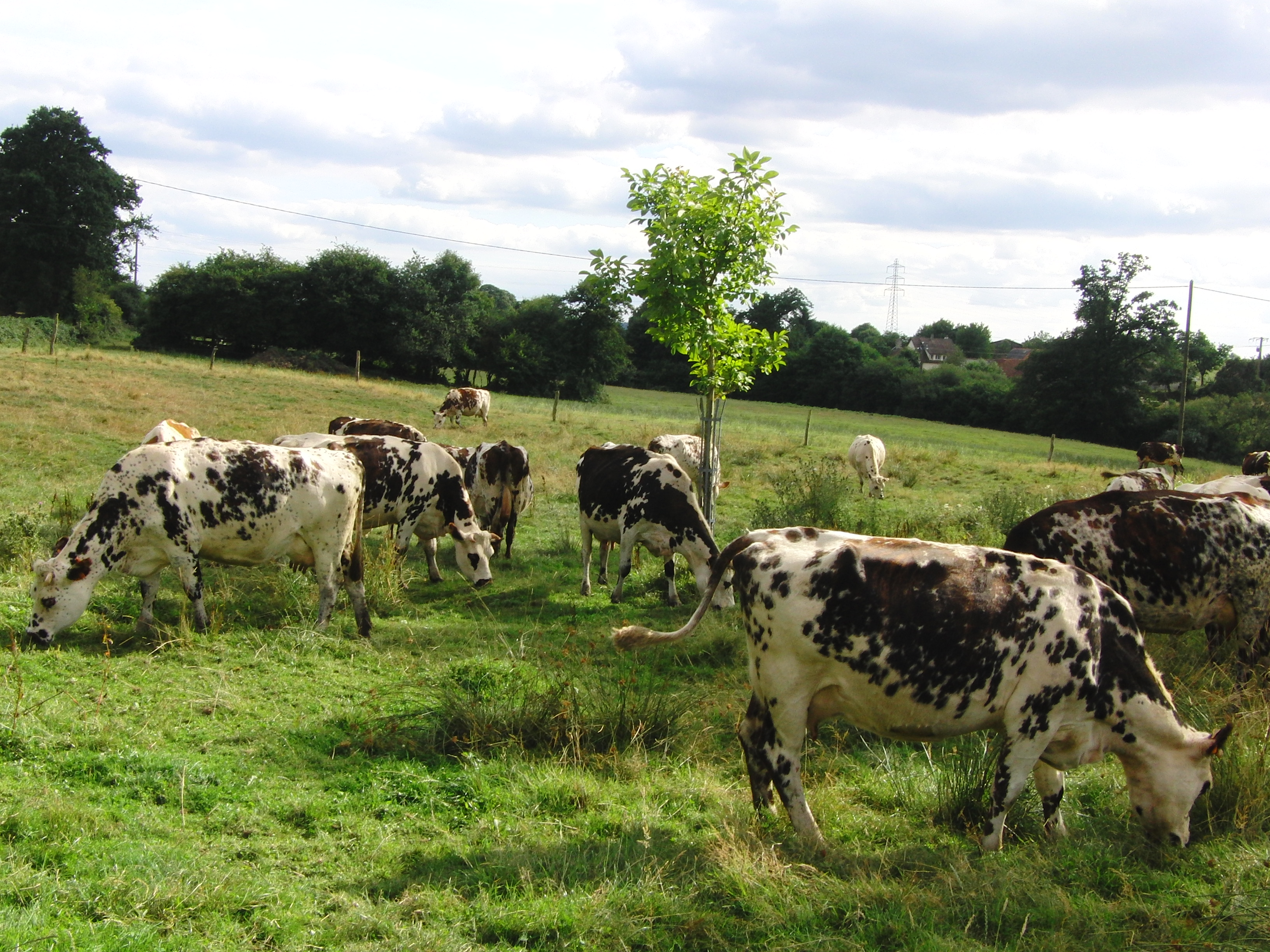
Troupeau de vaches Normandes dans l'Orne.

Le berceau d'origine de la race Normande se situe en Basse-Normandie, où l'on trouve depuis des siècles les races locales qui ont contribué à sa création, et qui ont vu ensuite se développer la sélection de ces animaux. Les principaux centres de sélection de la race sont historiquement situés dans la Manche (Val de Saire, Cotentin), le Calvados (Bessin), l'Orne et la Seine-Maritime (Pays de Caux, Pays de Bray).
La Normande est aujourd'hui présente un peu partout en France, mais les effectifs sont principalement concentrés dans le nord-ouest. Ainsi, la Normandie comprend 48 % des vaches Normandes, les Pays de la Loire 26 %, la Bretagne 17 %.

### Dans le monde
La Normande s'exporte au-delà de la France depuis la fin du XIXe siècle. Elle s'est notamment installée durablement en Amérique du Sud, au Brésil, en Colombie, en Équateur, au Paraguay, en Uruguay, au Venezuela. La Colombie est le premier pays détenteur de Normandes, avec plus d'un million de têtes de bétail de race pure ou croisées avec des zébus. Elle est aujourd'hui présente sur tous les continents. On la retrouve aux États-Unis, en Australie, en Chine ou encore au Japon, pays dans lesquels elle est en train de se développer. En Europe, elle s'est développée en Belgique, en Suisse, en Grande-Bretagne, en Irlande, en Allemagne, en Autriche, en Espagne, en Pologne. Il existe aussi quelques sujets purs ou croisés au Maroc, en Algérie, au Sénégal, au Mali.

## La Normande dans la culture locale

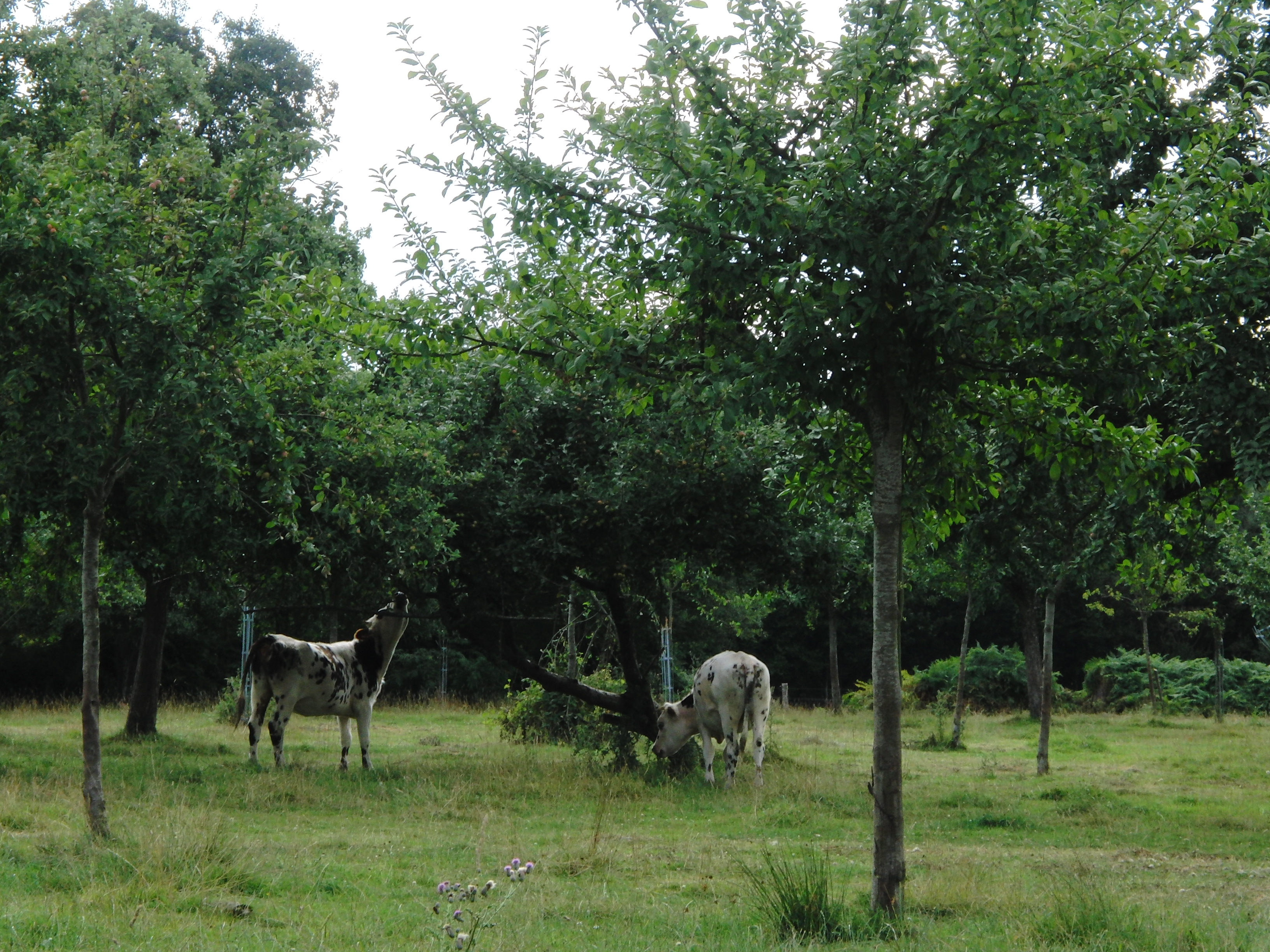
Normandes au milieu des pommiers, image d'Épinal du paysage normand.

La vache Normande fait partie intégrante du patrimoine normand. Elle est issue du long travail de sélection des éleveurs normands, et est complètement adaptée au climat tempéré de Normandie. Elle est indissociable des quatre fromages AOP de Normandie (Camembert, Pont Lévêque, Neufchâtel, Livarot), des beurre et crème d’Isigny, produits estampillés AOP, signe de qualité et de savoir-faire.

## Voir aussi

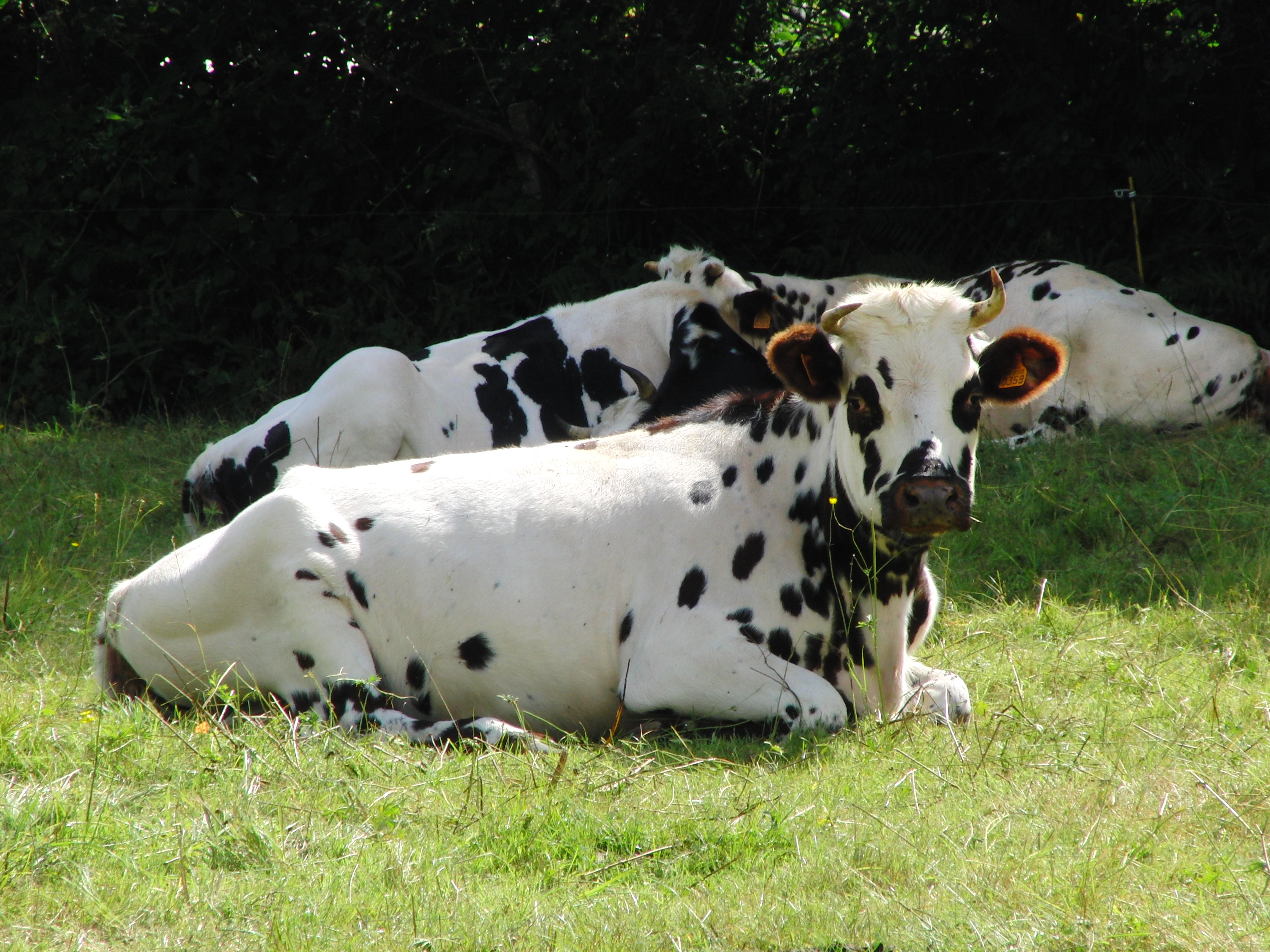

#### Thèse
- [Mespoulhès 2012] Pierre Mespoulhès, La race bovine normande, sélection depuis les origines, valorisation des produits laitiers et carnes, potentiel à l'export : thèse de l'École nationale vétérinaire d'Alfort, 2012

#### Ouvrages généralistes
- Sarrazin, La Race Bovine Normande, Colombes, Desseaux et fils, 1962, 289 p.
- [Fournier 2007] Alain Fournier, La vache, Paris, Éditions Artemis, 2007, 115 p. (ISBN 978-2-84416-643-2 et 2-84416-643-1, lire en ligne), p. 41-43
- [Dervillé, Patin & Avon 2009] Marie Dervillé, Stéphane Patin et Laurent Avon, Races bovines de France : origine, standard, sélection, France Agricole Editions, 2009, 269 p. (ISBN 978-2-85557-151-5 et 2-85557-151-0, lire en ligne), p. 65-70